# تیم ملی فوتبال زیر ۱۷ سال ایتالیا
تیم ملی فوتبال زیر ۱۷ سال ایتالیا (به ایتالیایی: Nazionale Under-17 di calcio dell'Italia) یا تیم ملی فوتبال نوجوانان ایتالیا، نماینده کشور ایتالیا در مسابقات فوتبال جوانان اروپا و جهان است که زیر نظر اتحادیه فوتبال ایتالیا فعالیت می‌کند.